# Swiss Music Awards 2022
La 15ª edizione degli Swiss Music Awards si è tenuta il 25 maggio 2022 a Zugo, Svizzera. È stata trasmessa live su 3+, sul canale romando Rouge TV e su One TV dalla Bossard Arena e il giorno dopo in replica sul canale ProSieben. È stata condotta da Marco Fritsche e Madeleine Sigrist.
Le nomination sono state rese note il 12 aprile 2022: gli artisti che ne hanno ricevute di più sono risultati Joya Marleen e Zian con 3 a testa. Si è potuto votare il proprio artista preferito fino al 1° maggio 2022 sul sito web della manifestazione.
I grandi vincitori della serata sono stati Joya Marleen, la quale ha sbaragliato la concorrenza in tutte le categorie in cui era nominata, con 3 premi e Kunz con 2 premi. 
Gli artisti che si sono esibiti live sul palco sono stati: Naomi Lareine & Sektion Züri, Tashan, Loco Escrito, Stress, Xen & Eaz, George Ezra.

## Premi[2][3]
I vincitori della categoria sono evidenziati in grassetto.

### Miglior canzone nazionale (Best Song National)
- Tribut - Lo & Leduc
- Show You - Zian
- Nightmare - Joya Marleen

### Miglior canzone internazionale (Best Song International)
- Wellerman - Nathan Evans, 220 Kid & Billen Ted
- Jerusalema - Master KG feat. Burna Boy & Nomcebo Zikode
- Save Your Tears - The Weeknd

### Miglior album (Best Album)
- Ich Liebe Dich - Brandão Faber Hunger
- Mai - Kunz
- Handwärch - Gölä & Trauffer

### Rivelazione nazionale (Best Breaking Act National)
- Zian
- Sam Himself
- We Are Ava

### Rivelazione internazionale (Best Breaking Act International)
- Lil Nas X
- Måneskin
- Olivia Rodrigo

### Miglior talento (Best Talent)
- Kings Elliot
- Joya Marleen
- Priya Ragu

### Miglior interprete romando (Best Act Romandie)
- Danitsa
- Baron.e
- Flèche Love

### Miglior interprete femminile (Best Female Solo Act)
- Beatrice Egli
- Loredana
- Joya Marleen

### Miglior interprete maschile (Best Male Solo Act)
- Kunz
- Eaz
- Zian

### Miglior interprete internazionale (Best Solo Act International)
- Ed Sheeran
- Adele
- Olivia Rodrigo

### Miglior gruppo nazionale (Best Group National)
- Gölä & Trauffer
- Loredana & Mozzik
- Brandão Faber Hunger

### Miglior gruppo internazionale (Best Group International)
- Imagine Dragons
- ABBA
- Måneskin

### Artist Award
- Mnevis

### Tribute Award
- Endo Anaconda